# ゴールドウーマン
『ゴールドウーマン』は、テレビ朝日系列の『土曜プライム』枠で2016年5月28日放送されたテレビドラマ。2016年4月2日開始の『土曜プライム』枠における、『土曜ワイド劇場』ではない二回目の作品である。
原作は芦崎笙による小説『スコールの夜』。舞台はドラマ放送と同じ2016年の設定になっている。

## キャスト

### 帝都銀行本部
矢島舞
演 - 鈴木保奈美
環の先輩、資金調達部次長、帝麗会の一員。
吉沢環
演 - 小雪
関連事業室長、子会社『帝都事務サービス』の清算擔當、帝麗会の一員。
斉田勉
演 - 駿河太郎
環の部下、関連事業室主任。
長谷部
演 - 久保田秀敏
環の部下。
松岡慶子
演 - 富永沙織
環の部下、帝麗会の一員。
甲斐田剛彦
演 - 寺泉憲
新頭取。
権藤昌義
演 - 伊武雅刀
専務、頭取派。
佐野周一郎
演 - 清郷流号
会長、前頭取。
大山健吾
演 - 中村育二
専務、会長派。
西條正國
演 - 山本學
最高顧問、前頭取。
河原明日香
演 - MEGUMI
営業第一部職員、帝麗会の一員。
竹内美由紀
演 - 滝口はるな
職員、帝麗会の一員。

### 帝都事務サービス
児玉美津夫
演 - 越村公一
社長。
安原由雄
演 - 菅原大吉
常務。
菊田祐介
演 - 村上弘明
総務部長。
庄司義彦
演 - 六角精児
厚生事業部課長。
清水由香利
演 - 押田瑞穂
厚生事業部職員。
山下
演 - 日向丈
職員
伊藤
演 - 藤田健彦
職員。
宮本匡弘
演 - 志賀正人
職員。
職員
演 - 石井一彰、古井榮一、由地慶伍、ノモガクジ、生島勇輝

### 三田村合金
三田村房江
演 - 吉行和子
社長の妻。
工藤金太
演 - 半海一晃
従業員。
従業員
演 - 栗原茂

### その他
石田晃嗣
演 - 矢野浩二
環の元夫、帝都銀行の顧問弁護士。
小山田
演 - 遠藤要
ｳｪﾌﾞﾘ編集部の職員。

## スタッフ
- 原作 - 芦崎笙『スコールの夜』（日本経済新聞出版社）
- 脚本 - 寺田敏雄
- 監督 - 雨宮望
- 音楽 - 吉川清之
- EDテーマ - SOLIDEMO「Ride on」
- VFX - 諸星勲
- スタント - SEALS（高橋昌志）
- 技術協力 - ビデオフォーカス
- 美術協力 - KHKアート
- 企画 - 古賀誠一
- ゼネラルプロデューサー - 黒田徹也（テレビ朝日）
- プロデューサー - 藤本一彦（テレビ朝日）、岡田寧（オスカープロモーション）
- 制作 - テレビ朝日、オスカープロモーション